# Vozovna Košíře
Vozovna Košíře bylo technické zařízení zbudované na jihozápadě Prahy, ve čtvrti Košíře, které sloužilo k deponování a opravám tramvají. V době svého otevření, dne 1. října 1902, však ještě lokalita netvořila součást metropole, neboť Košíře se součástí hlavního města staly až roku 1922. Když na začátku 20. století koupily Elektrické podniky královského hlavního města elektrickou dráhu Smíchov–Košíře, zbudovaly při její trase jakožto náhradu za stávající provizorní vozovnu na Klamovce novou vozovnu o třech lodích, každou o pěti kolejích. Celkově mohlo být ve vozovně odstaveno 45 vozů. Tramvajový provoz objekt využíval do roku 1937, kdy zahájila provoz motolská vozovna. Odpojení vozovny v Košířích od kolejové sítě nastalo až o dva roky později (1939). Po dobu těchto dvou let sloužila vozovna k odstavování starých tramvají a k opravám trolejbusů. Jejich opravy ve zdejších prostorách pokračovaly až do roku 1972, kdy byl tento dopravní prostředek v Praze zrušen. Následně objekt využívalo učiliště. V závěru druhé dekády 21. století se objevily plány na přebudování vozovny na tržnici.